# Partidul Social-Democrat al Muncitorilor din Romȃnia
Partidul Social-Democrat al Muncitorilor din România (PSDMR), înființat în 1893, a fost primul partid politic socialist modern din România. O organizație marxistă, PSDMR a făcut parte din Internaționala a II-a⁠(d) și și-a trimis reprezentanții la primele cinci congrese ale acestei organizații. Niciodată nu a fost o organizație puternică, PSDMR-ul fusese slăbit și mai mult în urma unei divizări organizaționale în februarie anul 1900. În februarie 1910, foștii membri ai PSDMR s-au afiliat unei noi organizații, Partidul Social Democrat Român (PSDR).

## Istoricul organizației

### Istoria
Istoria socialismului în România a început în anul 1834, când un aristocrat pe nume Teodor Diamant (1810–1841) a înființat o colonie socialistă utopică bazată pe ideile scriitorului francez Charles Fourier în orașul Scăieni, situat la nordul Bucureștiului. Acest experiment de comunitarism agricol a fost încheiat în 1836.
În anii 1870, ideile socialiste au început din nou să câștige atenție în România, în special în rândul anumitor studenți din București. Constantin Dobrogeanu-Gherea, scriitor, (1855–1920) este cel mai bine amintit dintre acești primi susținători ai ideilor marxiste din România.

### Stabilirea
În 1893, PSDMR-ul a fost înființat în efortul de a uni persoanele radicale într-o organizație politică unitară. 
PSDMR-ul a fost foarte puternic în capitala București și a crescut la aproximativ 6.000 de membri până în anul 1897. 

### Despărțirea
În februarie 1900, PSDMR-ul s-a despărțit într-o aripă reformistă urmărind unirea tuturor forțelor pro-democrație, socialiste și nesocialiste, într-un singur partid politic și o aripă radicală care urmărea continuarea luptei politice nu doar pentru democrația politică, ci și pentru cauza economiei socialiste. Aripa reformistă a fost absorbită în rândurile Partidului Național Liberal și și-a continuat eforturile politice în cadrul acestei organizații.
După aproximativ cinci ani de existență activitate ilegală firavă, aripa radicală a PSDMR-ului a reapărut sub numele de Uniunea Socialistă din România, colaborând îndeaproape cu mișcarea sindicală nou-apărută din București. 

### Noua organizație
În luna februarie a anului 1910, Uniunea Socialistă din România a adoptat hotărârea de a crea o nouă formațiune politică națională, cunoscută sub denumirea de Partidul Social Democrat Român (PSDR), dizolvându-se ulterior pentru a fuziona cu această entitate nou înființată.